# (7294) Barbaraakey
(7294) Barbaraakey est un astéroïde de la ceinture principale. Il est nommé en l'honneur de Barbara Ann Leonard, (1968-), la femme de Gregory J. Leonard découvreur de l'astéroïde.

## Description
(7294) Barbaraakey est un astéroïde de la ceinture principale. Il fut découvert le 3 juin 1992 à l'observatoire Palomar par Gregory J. Leonard. Il présente une orbite caractérisée par un demi-grand axe de 2,66 UA, une excentricité de 0,09 et une inclinaison de 6,7° par rapport à l'écliptique.